# Swan Songs (에픽하이의 음반)
Swan Songs는 에픽하이의 정규 3집 음반이며 2005년 10월 4일에 발매되었다. 발매 후 타이틀곡인 "Fly"로 크게 성공을 거두어 모든 가요 및 음반 차트에서 상위권을 기록하였고 연말 시상식에선 상을 수상하였다. 또한 가요 최초로 EA사의 FIFA 07 O.S.T로 수록되고 "Paris", "Fly"는 일본에서 리메이크 제의를 받기도 하였다.

## 배경
2집 High Society의 약간의 성공과 타블로의 시트콤 《논스톱 5》 및 멤버들의 여러 예능 프로그램 출연으로 이름이 알려지게 된 에픽하이는 2005년 10월 4일 Swan Songs를 발매하였다. “타락, 죽음 그리고 사랑에 대한 관찰”이 음반의 컨셉이며 러브홀릭의 보컬인 지선, 이현도, 넬의 김종완 등이 참여하였다. ‘Swan Song’이라는 단어가 예술가의 마지막을 나타낼때 쓰는 말인데다가, 발매 후 인터뷰에서 타블로는 음반 제목과 관련해 “3집은 우리의 종착역이에요. 4집은 없어요. 우리의 미래는…… 여러분들에게 달렸습니다.”라고 해체를 암시해 해체설이 나돌았으나 후에 자신의 미니홈피를 통해서 “해체는 없다”라고 밝혔다.
타이틀곡인 "Fly"로 활동하면서 SBS 인기가요와 MBC 《쇼! 음악중심》 컴백 무대에서 곧바로 1위를 기록하였으며 인터넷 차트에서도 몇 주 동안 상위권을 기록하였다. 러브홀릭의 지선이 피쳐링한 후속곡 "Paris" 또한 차트에서 상위권을 기록하였고 2005년 SBS 가요대전에서 "Fly"로 최우수 힙합부문을 수상하였으며 제 3회 한국대중음악상에 최우수 힙합 음반에 Swan Songs, 최우수 힙합 싱글에 "Fly"가 후보로 지명되었다. 이후 "Fly"는 국내 가요 최초로 EA의 《FIFA 07O.S.T》로 수록되었고 "Paris"는 "Fly"와 함께 리메이크 제의를 받기도 하였다.
2006년 2월, 신곡 1곡 〈사진첩〉 및 여러 리믹스와 반주가 들어간 3집 리패키지 Black Swan Songs를 발매하였다. 신곡으로 잠시동안의 활동을 한 뒤, 별다른 활동없이 린과 함께 《3인3색 러브스토리: 사랑즐감》의 O.S.T.인 〈집번호를 준다는 것은 (I'm OK)〉를 작업하였고, TBNY의 정규 1집 Masquerade에 수록된 "L.I.E."와 I.F.의 2집 More than Music에 타블로가 넬의 김종완과 함께 피쳐링 및 작곡가로서, 에픽하이 또한 다른 트랙에 참여하였다. 2006년 5월 13일엔, 무브먼트의 일원으로서 《2006 무브먼트 콘서트》에 참여하였다.
Swan Songs에 대한 평가는 상업적인 성공과 음반 내에 힙합적인 곡의 비중이 줄어들고 대중성에 맞춘 노래들로 인하여 많은 매니아들이 이 음반을 에픽하이 최악의 음반으로 꼽기도 하였는데 그 논란은 에픽하이가 4집 Remapping the Human Soul을 발매하기 전까지 계속되었다. 에픽하이는 3집부터 메인 스트림 힙합 및 힙합계의 대표 아이콘으로 입지를 굳혔다.
2006년 2월, 신곡 1곡과 여러 리믹스와 반주가 들어간 3집 리패키지 Black Swan Songs를 발매하였다. 음반엔 타이거 JK, MC 메타, 페니가 참여하였다. 이후 2006년 5월, 무브먼트의 일원으로서 《2006 무브먼트 콘서트》에 참여하였다.

## 수록곡
| #             | 제목                                                  | 작곡           | 재생 시간 |
| ------------- | ----------------------------------------------------- | -------------- | --------- |
| 1.            | Inniesfree (Intro)                                    | 타블로         | 1:00      |
| 2.            | Yesterday (Feat. 고영준 of Brown Eyed Soul)           | Pe2ny          | 5:39      |
| 3.            | Lesson 3 (MC)                                         | DJ 투컷        | 4:38      |
| 4.            | Fly (Feat. Amin. J of Soulcity)                       | 타블로         | 3:21      |
| 5.            | Funkdamental (Feat. Unknown DJs)                      | DJ 투컷        | 1:33      |
| 6.            | 그녀는 몰라 (Feat. MYK)                               | 타블로, MYK    | 4:45      |
| 7.            | Ride (Feat. L.Wan)                                    | DJ 투컷        | 4:25      |
| 8.            | 이별, 만남... 그중점에서 (Feat. Alex of Clazziquai)   | Pe2ny          | 4:32      |
| 9.            | The Epikurean (Intermission)                          | 에픽하이       | 1:08      |
| 10.           | Paris (Feat. 지선 of Loveholic)                       | 이현도         | 3:39      |
| 11.           | Let It Rain (Feat. 김종완 of Nell)                    | 타블로, 김종완 | 4:40      |
| 12.           | 도시가 눈을 감지 않는 이유 (Feat. I.F., 이정)         | J-Win          | 4:38      |
| 13.           | Follow the Flow (Feat. MYK, D-Tox)                    | DJ 투컷        | 3:35      |
| 14.           | Swan Song (Feat. TBNY)                                | Yankie         | 4:59      |
| 15.           | Goodbye (Outro)                                       | DJ 투컷        | 1:43      |
| 16.           | Bone Us: Elements (Feat. DJ Wreckx, MYK. Bonus Track) | DJ Wreckx      | 3:45      |
| 총 재생 시간: | 총 재생 시간:                                         | 총 재생 시간:  | 58:01     |

## 특징

### Swan's Blood
Swan's Blood는 3집 음반의 한정반으로서 100장만이 발매되었다. 음반 내에 친필사인이 되어 있고 한정반임을 알리는 정품 인증서가 들어있다. 외관으로는 구별할 수 없으나, CD의 모습이 일반 CD의 피눈물을 흘리는 아기천사가 아닌, 흰 바탕에 피묻은 옷핀이 꽂혀있는 모습으로, 즉석복권 방식으로 발매되었다.

### D-Tox의 정체
13번 트랙 "Follow The Flow"에 피처링으로 참여한 D-Tox에 대해 사람들은 잘 알려지지 않은 흑인 랩퍼라는 추측을 하였으나, 후에 타블로가 자신의 목소리의 피치 낮게 하여 녹음한 것으로 밝혀졌다. D-Tox의 파트에서 1.2배속으로 높이면 타블로의 목소리가 들린다.

### 16번 트랙 Bone Us: Elements
원래 이 음반의 마지막 곡은 "Goodbye (Outro)"지만, MYK와 DJ 렉스가 피처링한 "Bone Us: Elements"가 보너스 곡으로 추가 수록되었다. 그 때문에 CD에는 트랙 번호가 지정되어 있지 않고 해골 모양의 마크가 붙어 있으며, 가사집에도 가사가 실려 있지 않다.